# Congé
Der Congé (altfranzösisch „Abschied“) ist eine lyrische Gattung der mittelalterlichen französischen und provenzalischen Dichtung. Er behandelt den Abschied von Heimat, Freunden und Gesellschaft und hat möglicherweise seine Begründung in den Vers de la mort über das Memento-mori-Motiv des Trouvères und späteren Mönchs Hélinand von Froidmont (1166–1230).
Als Schöpfer der Gattung, die im Gegensatz zur so genannten Licence (altfranzösisch „Erlaubnis“, d. h. sich zu entfernen) nicht den heiteren Abschied und die Hoffnung auf ein glückliches Wiedersehen, sondern dessen Endgültigkeit betont, gilt der Ménestrel Jehan Bodel, der 1202 wegen einer Lepraerkrankung seine Vaterstadt Arras verlassen musste und Li Congie hinterließ, ein Abschiedslied von 41 Strophen zu je zwölf achtsilbigen Versen. Aus demselben Grund verfasste Baude Fastoul um 1260 einen Congé. Adam de la Halle wandte die Gattung 1269 bei seinem Abschied aus Arras – seine Ehe war gescheitert – ins Satirische. Die Einflüsse des Congé auf François Villons Großes Testament (1461/62) sind umstritten.